# Sandro Schmalzl
Sandro Schmalzl (* 15. August 1984 in Gräfelfing) ist ein deutscher Ingenieur und klassischer Sänger (Tenor). Er ist Mitglied der Crossover-Band „The Velvet Rocks“.

## Leben
Sandro Schmalzl war bereits als Kind viele Jahre Mitglied bei den Münchner Chorbuben, wodurch er an zahlreichen Konzerten und Konzertreisen im In- und Ausland mitwirkte. Er studierte zunächst Luft- und Raumfahrt an der Technischen Universität München und schloss das Studium 2012 mit dem Diplom ab. Darüber hinaus begann er im Jahr 2009 zusätzlich ein Gesangsstudium am Leopold-Mozart-Zentrum der Universität Augsburg.
Während seines Studiums spielte er am Theater Augsburg in der Produktion Meeting Dido die Rolle des Habinnas in Bruno Madernas Oper Satyricon. In einer Opernproduktion der Theaterakademie unter der Leitung von Ulf Schirmer sang Sandro Schmalzl die Rolle des Alfred in der Oper Le Bal von Oscar Strasnoy am Prinzregententheater. Sein Fernsehdebüt gab er 2012 in der Fernsehsendung des Bayerischen Rundfunks Weihnachten mit Carolin Reiber. Er begleitete den Schauspieler Siegfried Rauch von 2014 bis 2017 auf seiner Weihnachtstour Die Bergweihnacht.

## The Velvet Rocks
The Velvet Rocks sind eine Band bestehend aus den drei Opernsängern Gustavo Castillo Estrada aus Mexiko, Sandro Schmalzl und Dmitry Iogman aus Russland/USA. Die drei Sänger lernten sich während ihres Gesangsstudiums kennen und verbinden die Genres Rock und Klassik. The Velvet Rocks werden produziert von Christian Lohr, ihre Musik erscheint auf dem zu diesem Zweck von Maya Singh gegründeten Label singh united. Die erste Single Dream On ist eine Bearbeitung des Originalhits der Band Nazareth und erschien am 3. Juli 2020. Am 3. Juli 2017 traten sie bei Dirk Nowitzkis Veranstaltung Champions for Charity in der Mainzer Opel Arena auf, die live auf Sport1 übertragen wurde.

## Theater / Produktionen (Auswahl)
- 2012: Habbinas in „Satyricon“ von Bruno Maderna (Regie: Jörg Behr)
- 2012: Alfred in „Le Bal“ von Oscar Strasnoy (Regie: Karsten Wiegand)
- 2012/2013: Weihnachtstournee Heilige Nacht von Ludwig Thoma mit Enrico de Paruta[13]
- 2014–2017: Weihnachtstournee „Die Bergweihnacht“ mit Siegfrid Rauch
- seit 2016: Die Räuber von Friedrich Schiller (Regie: Ulrich Rasche)[14][15]
- seit 2018: Weihnachtstournee „Die Bergweihnacht“ mit Monika Baumgartner
- seit 2018: Weihnachtstournee „Bayerische Weihnacht“ mit Wolfgang Fierek